# Guerra guglielmita
La guerra guglielmita è stato un conflitto combattuto fra il re cattolico Giacomo II d'Inghilterra ed il protestante Guglielmo III d'Inghilterra: quest'ultimo, volendo essere il re di Inghilterra, Scozia ed Irlanda, depose Giacomo II dopo averne sposato la figlia Maria II d'Inghilterra nel 1677.
Giacomo, supportato dagli irlandesi, tradizionalmente cattolici, sperò di poter usare l'Irlanda come base per il ripristino dei propri Tre Regni. Giacomo ricevette l'appoggio militare della Francia e questo causò l'ampliamento del conflitto ad un livello internazionale prendendo il nome di Guerra della Grande Alleanza. Anche alcuni protestanti che servivano per la Chiesa d'Irlanda si posero al fianco di Giacomo.
La maggior opposizione Giacomo la ricevette dai protestanti irlandesi che vivevano per lo più nel nord del paese, Guglielmo III attraccò, quindi, lì portando con sé truppe scozzesi, olandesi, danesi e di altre nazioni ancora. Giacomo abbandonò l'Irlanda dopo la disastrosa sconfitta subita nella Battaglia del Boyne ed i giacobiti furono definitivamente annientati l'anno dopo, nel 1691, nella Battaglia di Aughrim del 22 luglio.
Al di là della mera sconfitta dei sostenitori del Giacobitismo, il crollo della fazione cattolica confermò il dominio dei protestanti per almeno un altro secolo. Nell'immaginario popolare degli Unionisti nel nord dell'Irlanda, l'assedio di Derry e la conseguente battaglia del Boyne vengono ricordati ancora oggi.

## Guerra in famiglia
La guerra in Irlanda arrivò dall'Inghilterra. Sul trono sedeva allora il Cattolico romano Giacomo II che, volendo introdurre la libertà religiosa per i suoi correligionari, agì evitando di consultarsi con il Parlamento inglese ed emanando quindi delle leggi ritenute fortemente impopolari. Per molti inglesi questo fu uno sgradevole deja-vu che li rimandava al modo di agire che aveva adottato suo padre, Carlo I d'Inghilterra e che era poi sfociato nella Guerra civile inglese, il punto di rottura arrivò però nel 1688 quando la sua seconda moglie, Maria Beatrice d'Este, diede alla luce il tanto sospirato erede, Giacomo Francesco Edoardo Stuart. Nonostante gli altri due figli maschi fossero morti in tenerissima età esisteva la possibilità che questo bambino sopravvivesse e, a quel punto, la dinastia cattolica degli Stuart avrebbe avuto un futuro certo.
Diverse figure politiche si strinsero allora attorno allo Statolder Guglielmo d'Orange che di Giacomo era il genero avendone sposato nel 1677 la figlia Maria II d'Inghilterra pregandolo di intervenire invadendo l'Inghilterra. Guglielmo e Giacomo erano parenti, più precisamente Giacomo era lo zio di Guglielmo, essendo quest'ultimo il figlio di Maria Enrichetta Stuart, figlia di Carlo I d'Inghilterra e sorella di Giacomo; Guglielmo poteva, quindi, vantare qualche pretesa al trono.
La Repubblica delle Sette Province Unite che Guglielmo governava era sull'orlo della guerra con la Francia di Luigi XIV di Francia che era, allora, la massima potenza militare dell'Europa. Sia Giacomo II, che suo nipote Carlo II d'Inghilterra avevano coltivato un'alleanza con il re francese fin dall'inizio della Restaurazione inglese, Guiglielmo voleva invece distaccare uomini, armi, denaro e mezzi dalla Francia e porli invece a disposizione della propria Grande Alleanza. Guglielmo invase l'Inghilterra nel novembre del 1688 e dopo aver posto una resistenza simbolica Giacomo scappò in Francia lasciando il trono al genero ed alla figlia Maria.
Se in patria Giacomo era stato largamente impopolare, in Irlanda invece godeva di ampi appoggi che gli venivano soprattutto dai numerosissimi irlandesi di estrazione cattolica e costoro avevano combattuto in massa per gli Stuart durante le Guerre dell'Irlanda confederata durante la Guerra dei tre regni una quarantina di anni prima. In quell'occasione erano stati sconfitti duramente e puniti con la confisca dei terreni e attraverso mutamenti ad hoc della legge.
Giacomo aveva fatto loro diverse concessioni concrete nel decennio in corso, come la nomina del cattolico Richard Talbot, 1º Conte di Tyrconnell a Lord Deputy e facendo riammettere i cattolici fra le file degli ufficiali dell'esercito e presso i pubblici uffici.
L'anno seguente, a Dublino, Giacomo convoncò quello che rimase noto come il Patriot Parliament che annullò le confische comminate nel decennio del 1650 e che confermò il supporto che gli veniva dalla maggioranza dei possidenti.
Ironicamente, invece, lo Stato Pontificio appoggiò la causa di Guglielmo d'Orange inviandogli ingenti somme di denaro.

## I due eserciti
Dopo che Guglielmo ebbe attraccato sulle coste irlandesi, Talbot si attivò perché i principali centri strategici del paese venissero protetti da guarnigioni composte da nuove leve reclutate fra i cattolici fedeli al vecchio re. La provincia dell'Ulster, a maggioranza protestante, fu la sola in cui egli avesse trovato una significativa resistenza al reclutamento.
Dal novembre 1688 solo la città protestante di Derry constava di un presidio di quella religione, poco dopo l'arrivo di Guglielmo sotto le loro mura si presentò un gruppo di circa 1 200 uomini provenienti per lo più dalle Highlands e comandati da Alexander MacDonnell, III conte di Antrim (1615-10 dicembre 1699) venuti a combattere per la causa di Giacomo. Essi arrivarono il 7 dicembre e l'assedio di Derry ebbe inizio.
Sulla carta i giacobiti avevano un grande vantaggio numerico, ma alla prova dei fatti si vide come la maggior parte delle truppe fossero state arruolate frettolosamente e di come fossero composte per lo più da contadini male armati e male addestrati. Nonostante questo i soldati cattolici sotto la guida di Richard Hamilton (1655circa-dicembre 1717) misero in rotta un contingente protestante durante la battaglia di Dromore del 14 marzo 1689 conquistando così l'Ulster orientale.
Quando Giacomo venne ufficialmente deposto, l'11 dicembre 1688. Luigi XIV, già in guerra con Guglielmo per via della Guerra della Grande Alleanza gli inviò denaro e mezzi per aiutarlo nella propria campagna di riconquista con un accordo che prevedeva che il numero di soldati inviati in Irlanda avrebbe dovuto essere risarcito attraverso l'invio di un numero pari di reclute da mandare in Francia.
Il 12 marzo 1689 Giacomo arrivò a Kinsale con 6 000 francesi al seguito, marciò subito su Dublino dove venne festosamente accolto da cattolici e Cavalier, da lì andò quindi verso Derry dove si unì alle truppe assedianti. Giacomo aveva dalla sua parte, essenzialmente, tutta la società cattolica ed entro il 7 maggio si trovò a capo di un Parlamento composto dai possidenti di quella religione che si erano visti portare via la terra durante la Conquista cromwelliana dell'Irlanda poco più di trent'anni prima, lo stesso parlamento che annullò quei provvedimenti.
Guglielmo II intanto arrivò presso Derry l'11 giugno, ma fu solo l'arrivo della flotta navale comandata Frederic Shomberg a porre fine all'assedio il 28 luglio riconsegnando la città ai protestanti. Poco più a sud, ad Enniskillen, l'esercito di Guglielmo prese ad armare gruppi di civili organizzando così un potente esercito irregolare, tenendo il paese come base costoro fecero diverse incursioni nei territori controllati dai giacobiti, sia nel Connaught che in quella parte dell'Ulster che avevano conquistato. In risposta da Dublino partì un manipolo di uomini malamente addestrati e comandati da Justin McCarthy, visconte Mountcashel (morto il 1º luglio 1694), il 31 luglio questi vennero sconfitti nella battaglia di Newtownbutler. Molti dei soldati giacobiti scapparono allo scoppio dei primi colpi e altrettanti vennero spazzati via dalla cavalleria e catturati. La battaglia si era combattuta ai confini meridionali dell'Ulster e, in parte a causa della sconfitta e in parte per l'arrivo di altre truppe di Guglielmo, diversi contigenti giacobiti si trasferirono a Dundalk, nella regione del Louth.
Il 13 agosto 1689 il comandante Frederick Schomberg, 1º Duca di Schomberg arrivò nella contea di Down, nell'Ulster, catturò Carrickfergus e marciò senza altri ostacoli fino a Dundalk. Richard Talbot allora partì con i propri uomini fino a che i due eserciti arrivarono ad incontrarsi, tuttavia non vi fu battaglia, si accamparono l'uno di fronte all'altro e lì rimasero al freddo fino a che entrambi non dovettero riparare nei propri quartieri invernali. La mancanza di scontri non implicò la mancanza di morti, molti inglesi morirono di malattia in quelle lunghe settimane di attesa, peggio ancora, nell'inverno che seguì ed anche nei due anni a venire furono tormentati dagli attacchi dei guerriglieri cattolici conosciuti con il nome di Rapparee. Nei quartieri invernali gli uomini di Guglielmo morirono per la fame, conseguenza non solo della cattiva amministrazione, ma anche del fatto che i giacobiti, mentre si ritiravano, distruggevano le campagne. I militari non furono i soli a riemetterci, questa tattica costò, infatti, anche la vita di molti civili.

## La fine
A Guglielmo i progressi di Schomberg sembravano troppo lenti, decise quindi di scendere in campo in prima persona, una flotta di 300 navi attraccò quindi a Belfast Lough il 14 giugno 1690. Con sé portò 36 000 uomini delle più svariate nazionalità e con essi marciò verso sud, diretto a Dublino, dopo aver posto una certa resistenza a Newry i giacobiti si ritirarono nella riva meridionale del Boyne dove si misero in posizione difensiva, in una località nei pressi di Drogheda. Il 1º luglio le truppe inglesi guadarono il fiume in diversi punti costringendo gli avversari a ritirarsi per non essere circondati, la battaglia che qui fu combattuta non fu decisiva dal punto di vista tattico e nemmeno le perdite furono particolarmente altem servì però a far perdere a Giacomo la fiducia nella vittoria. L'ex sovrano cavalcò infatti fino a Duncannon e da lì si imbarcò nuovamente per l'esilio in terra francese facendogli perdere il rispetto e la fiducia degli irlandesi che lo avevano sostenuto. A quel punto l'esercito giacobita ripiegò su Dublino con i ranghi ridotti dall'alto numero di disertori e subito dopo esservi giunti ripartirono alla volta di Limerick. Con la capitale libera dai militari gli inglesi vi entrarono senza difficoltà. La sconfitta nella Battaglia del Boyne e la fuga di Giacomo posero virtualmente fine al conflitto, i termini della tregua proposti da Guglielmo furono però talmente duri, fra le altre misure vi era l'esclusione dei giacobiti dai pubblici uffici, che gli scontri non poterono che continuare fino a che non si fossero raggiunti degli accordi che prevedessero delle garanzie circa la vita, i diritti civili e religiosi e le proprietà di chi aveva combattuto.
I giacobiti, ritiratisi a Limerick, si videro costretti a sostenere l'assalto inglese alla città che andò dall'agosto al settembre del 1690. Essi inflissero agli assedianti pesanti perdite costringendoli a ritirarsi, i protestanti lasciarono l'ovest, ma finirono per rinforzare le loro posizioni al sud e lì, infatti, sotto la guida di John Churchill, I duca di Marlborough conquistarono le città meridionali di Cork e Kinsale.
I giacobiti si trovarono quindi in una posizione difensiva, che li vedeva comunque padrdoni dell'ovest nella regione del Connaught con il fiume Shannon a baluardo, la vittoria riportata a Limerick li aveva per altro convinti di poter vincere con l'aiuto dei francesi, anche se molti di loro erano ripartiti insieme a Giacomo. Nel tardo 1690 Guglielmo partì lasciando il comando a Godert de Ginkell, I conte di Athlone (1644-11 febbraio 1703).
Ginkell irruppe nel Connaught e diede il via al secondo assedio di Limerick (agosto-ottobre 1691), dopo essere passato dalla città di Athlone e averla presa dopo un sanguinoso assedio. Il comandante giacobita Charles Chalmont, marchese di St.Ruth (1650 circa-12 luglio 1691) tentò di fermare l'avanzata del nemico incontrandolo presso Aughrim, ma venne ucciso nella battaglia che ne scaturì. Ginkell poté quindi prendere Galway e alla fine anche Limerick si arrese quando il comandante Patrick Sarsfield, 1º Conte di Lucan decise di negoziare.

## Il Trattato di Limerick
Il trattato di pace che venne firmato il 3 ottobre 1691 e noto come Trattato di Limerick offrì un generoso trattamento agli irlandesi che avessero voluto giurare fedeltà al nuovo re Guglielmo III d'Inghilterra, fu garantita la tolleranza del cattolicesimo e pieni diritti civili, sempre a chi avesse prestato fedeltà ai sovrani. Il Parlamento d'Irlanda, a maggioranza protestante, rifiutò di ratificare alcuni articoli del Trattato nel 1697 e già due anni prima avevano indurito le leggi penali contro i cattolici. Parte di questo atteggiamento potrebbe essere giustificato dal cambio di atteggiamento del pontefice, Papa Innocenzo XII già dal 1693 aveva espresso la propria solidarietà alla causa di Giacomo e questo avrebbe potuto provocare un irrigidimento dei protestanti.
Sarsfield e buona parte dell'esercito, come prevedeva il Trattato, lasciarono l'Irlanda per dirigersi in Francia, un evento che venne ricordato come il Volo delle oche selvatiche. Sulle navi predisposte partirono circa 14 000 uomini e 10 000 fra donne e bambini.